# Зінчук Микола Миколайович
Мико́ла Микола́йович Зінчу́к (8 березня 1945 року, село Михайлівка Гайсинського району Вінницької області Української РСР) — радянський і російський геохімік, кавалер ордена «Знак Пошани» (1986), заслужений геолог РФ (2000), лауреат премії імені В. П. Обручева (1997), премії імені С. С. Смірнова (2006).

## Життєпис
Народився 8 березня 1945 року в селі Михайлівка Гайсинського району Вінницької області Української РСР.
1970 року закінчив геологічний факультет Львівського державного університету імені Івана Франка за спеціальністю «інженер-геолог-геохімік».
1976 року захистив кандидатську дисертацію з теми «Літологія і мінералогія мезозойських теригенних відкладень Мало-Ботуобінського алмазоносного району (Якутія)».
1986 року захистив докторську дисертацію з теми «Стародавні кори вивітрювання і вторинні зміни кімберлітів у зв'язку з проблемою прогнозування, пошуків та розробки алмазних родовищ».
Від 1970 до 1982 року пройшов шлях від молодшого наукового співробітника до завідувача відділу Алмазної лабораторії ЦНІГРІ Міністерства геології СРСР (пізніше — Якутський відділ комплексних досліджень).
Від 1982 до 2005 року — директор Якутського НДІ геологорозвідувального підприємства ЦНГРІ АК «АЛРОСА».
Від 2005 до 2009 року — консультант Центру підготовки кадрів АК «АЛРОСА».
Від 2005 року — голова Західно-Якутського наукового центру АН РС(Я).

## Наукова діяльність
Роботи в галузі геологічної будови, мінералогії, геохімії, генезису, розробки теоретичних і практичних методів прогнозування і пошуків родовищ алмазів та інших твердих корисних копалин.
Автор понад 1000 друкованих праць, з них 50 монографій і 3 винаходи.
Публікацій — 212, цитування — 2049, індекс Гірша — 13.
Під його керівництвом підготовлено 38 кандидатів наук і 12 докторів наук.

### Громадська діяльність
Дійсний член Російської академії природничих наук (РАПН), Міжнародної академії інформатизації (МАІ) і Міжнародної академії мінеральних ресурсів (МАМР).
Голова Якутської регіональної секції Міжвідомчого літологічного комітету РАН; член ОВР з «Наук про Землю» АН РС(Я).
Член Комісії з технологічної мінералогії Російського мінералогічного товариства.

## Публікації
- Коры выветривания и вторичные изменения кимберлитов Сибирской платформы. — Новосибирск, изд-во Новосибирского ун-та, 1994.
- Постмагматические минералы кимберлитов. — М.: Недра, 2000.
- Петрофизика кимберлитов и вмещающих пород (співавтори А. Т. Бондаренко, М. Н. Гарат). — М.: Недра, 2002.
- Типоморфизм алмазов Сибирской платформы (співавтор В. И. Коптиль). — М.: Недра, 2003.
- Историческая минерагения в 3-х томах — Т.1. «Введение в историческую минералогию». — Воронеж, 1995., Т.2 — «Историческая минерагения древних платформ», 1996., Т.3 — «Историческая минерагения подвижных суперпоясов», 2008 (співавтор).

## Нагороди
- Орден «Знак Пошани» (1986)
- Заслужений геолог Російської Федерації (2000)
- Премія імені В. П. Обручева (1997)
- Премія імені С. С. Смірнова (2006)
- Заслужений діяч науки Республіки Саха (Якутія) (1995)
- Нагрудний знак «Відмінник розвідки надр» (1983)
- Нагрудний знак «Почесний розвідник надр України» (2004)
- Почесний громадянин міста Мирного (1997)
- Почесний громадянин Мирнинського району (2003)